# Karur (distrikt)
Karur är ett distrikt i Indien.   Det ligger i delstaten Tamil Nadu, i den södra delen av landet, 2 000 km söder om huvudstaden New Delhi. Antalet invånare är 1 064 493.
Följande samhällen finns i Karur:
- Karur
- Kulittalai
- Pallappatti
- Krishnarayapuram